# Родна кућа Милунке Савић
43° 23′ 20″ С; 20° 41′ 45″ И / 43.3890229° С; 20.695904° И
Родна кућа Милунке Савић, српске хероине из Првог светског рата, налази се у селу Копривница (Општина Нови Пазар). Од Новог Пазара удаљена је око 40 km, а од Јошаничке Бање 7 km. До куће се може доћи макадамским путем, 3 km од главног пута Биљановац – Јошаничка Бања.
Кућа је обновљена 2015. године. Део програма манифестације Дани Милунке Савић, која је први пут организована у октобру 2016. године, одржава се упаво на овом месту. Завод за заштиту споменика културе Краљево покренуо је 2021. године процедуру за утврђивање Родне куће Милунке Савић за културно добро – знаменито место.

## Изглед куће
Оригинално домаћинство у ком је рођена Милунка Савић представља типичан пример традиционалног, народног градитељства овог краја с почетка 20. века. Чинили су га кућа са вајатом, пекара за печење хлеба, амбар за жито, кош за кукуруз и дрвљаник. Кућа је саграђена у првој половини 20. века.

## Обнова куће
Током времена објекат је знатно пропао, па су током 2014. и 2015. године урађени конзерваторско–рестаураторски радови и кућа је, заједно са окућницом – већином пратећих објеката, враћена у изворно стање. Кућа је обновљена на захтев и под надзором Завода за заштиту споменика културе Краљево, а средства за обнову обезбедило је Министарство културе и информисања Републике Србије. Кућа је обновљена на аутентичној позицији и на истим темељима, уз коришћење адекватног материјала од ког су куће грађене у то време.
У Родној кући Милунке Савић се налази стална етнолошка поставка коју чине бројни употребни предмети из прве половине 20. века: посуђе, разбој, ћилими и друго.

## Туристички потенцијал
Обновљена кућа Милунке Савић представља значајну културно туристичку понуду овог краја, а посебно Јошаничке Бање у чијој се близини налази. Од 2016. године крајем октобра организује се и манифестација Дани Милунке Савић, у организацији Центра за културу „Градац“ из Рашке. Првог дана манифестација се одржава у Дому културе у Јошаничкој Бањи а другог дана испред Милункине родне куће. 
У Јошаничкој Бањи је 1995. године откривен и споменик Милунки Савић у природној величини. рад је вајара Љубише Манчића.